# 고다불
고다불(高多仏, ?~?)은 발해사의 수령이다.
809년에 발해사의 수령으로서 일본으로 향했으며, 810년 5월에 발해로의 귀국을 앞두고 같은 발해사 일원인 고남용과 함께 일본에 정착하기를 선택했다.